# Christine Guldbrandsen
Christine Guldbrandsen (født 19. marts 1985 i Bergen, Norge) er en norsk sanger. Hun var Norges repræsentant i Eurovision Song Contest 2006 med sangen Alvedansen, lavet sammen med Kjetil Fluge og Atle Halstensen.

## Eurovision Song Contest 2006
Christine Guldbrandsen vandt i det norske melodi grand prix i Oslo Spektrum med sangen Alvedansen, som handler om elverfolk. Efter dette gik hun videre til finalen i Eurovision Song Contest i Athen, Grækenland. Hun var spået til en topplacering, men hun endte med en 14. plads ud af 24 sange.

## Christine Guldbrandsen har udgivet 3 Albums
| År   | Information                                                           | Chart position | Chart position | Chart position | Chart position | Salgs tal                         |
| År   | Information                                                           | NO             | SE             | DK             | FI             | Salgs tal                         |
| ---- | --------------------------------------------------------------------- | -------------- | -------------- | -------------- | -------------- | --------------------------------- |
| 2003 | Surfing in the Air - Første studio album - Udgivet: 19. november 2003 | 15             | —              | —              | 32             | - NO certification: Guld          |
| 2004 | Moments - Andet studio album - Udgivet: 20. december 2004             | 32             | —              | —              | —              | - NO sales: ? - NO certification: |
| 2007 | Christine - Tredje studio album - Udgivet: 5. februar 2007            | 38             | —              | —              | —              | - NO sales: ? - NO certification: |